# بيتر ماكلولين
بيتر ماكلولين (بالإنجليزية: Peter McLaughlin)‏ هو لاعب كرة قاعدة أمريكي، ولد في 16 مايو 1884 في لانكستر في المملكة المتحدة، وتوفي في 8 ديسمبر 1959 في هوليوك في الولايات المتحدة.